# Бачо Киро
Вижте пояснителната страница за други личности с името Бачо Киро.
Киро Петров Занев, известен като Бачо Киро, е български учител, книжовник, историк, читалищен деец и фолклорист. Обесен е като активен участник в българското националнореволюционно движение.

## Биография
Роден е на 7 юли 1835 г. в град Горни Турчета (днешна Бяла черква), Търновско, в семейството на селския говедар Петър Филев Занев. Остава без баща на 6 години. Работи, за да подпомогне прехраната на семейството. През 1847 г. майка му Цона Добрева го изпраща в Батошевския манастир да учи четмо и писмо.
След 1852 г. учителства като селски даскал в селата Коювци (дн. Коевци), Мусина, Михалци, Вишовград. През 1857 г. се завръща в с. Горни Турчета, където преподава (с прекъсване през 1871 г.) до смъртта си през 1876 г.
По пътя на самообразованието и с упорит труд израства като виден възрожденски просветител. Ползва се с голям авторитет както сред българското население, така и сред турското. Въвежда взаимоучителната метода, таблиците за обучение и „Рибния буквар“. Работи за патриотичното възпитание на младите, въвежда честването на празника на славянските просветители. Бачо Киро пише стихове, посветени на съдбата на поробена България и призовава към бунт и свобода.
През 1869 г. учредява първото селско читалище в България – „Селска любов“. През 1870 г. създава първия селски читалищен и училищен театър в България. Между 1870 – 1871 г. е дописник на вестник „Македония“. През 1864 г. повежда населението и със сопи прогонва търновския гръцки владика Григорий.
В тайните на освободителното дело го посвещава отец Матей Преображенски. Чрез него се запознава с ред видни дейци на ВРО. Близък приятел на Христо Иванов-Големия. През февруари 1872 г. е основан Бялочерковския частен революционен комитет с председател Бачо Киро Петров. Сред основателите са Ангел Кънчев и отец Матей Преображенски.
След решението на Гюргевския комитет за въстание в България през пролетта на 1876 г. успява с помощта на свои съмишленици и съратници да организира в Бяла черква чета от повече от 100 юнаци. В сборния пункт в с. Мусина е сформирана по-голяма чета под общата команда на поп Харитон Халачев. Бачо Киро е избран за член на щаба. Взема участие в епичната и неравна битка с войската на бригадния турски генерал Фазлъ паша през 9-те майски дни на 1876 г. в Дряновския манастир. След разбиването на четата и опожаряването на манастира, успява да се спаси и да стигне до Бяла Черква. Известно време се крие в колибата на лозето си, но е предаден и арестуван.
Откаран е в Търново, където е осъден на смърт чрез обесване. Изправен пред извънредния турски съд, печели дори враговете с достойното си държане. Бачо Киро без колебание поема отговорността за делата си. Търновският първенец Етхем бей прави опит чрез защитника Джовани Икономов да спаси Бачо Киро, представяйки го за умоповреден, тъй като според стар турски закон лудите не трябвало да бъдат осъждани на смърт. Тогава се случва нещо изумително. На хубав и чист турски език българският патриот издекламира следните стихове:
„Аз един Бачо Киро съм, (Бен бир Бачо Киро им,)
без страх от турчин комита съм. (тюркен коркмаз комита им.)
Пушка на рамо турих, (Шишкане умузума тактъм,)
Дряновски манастир намерих. (Дренова монастира булдум.)
Правдата си да диря излязох, (Хакъм арамаа бен чиктъм,)
въжето си на врата сам метнах! (ипи де кендим бойнума тактъм.)“
Обесен е заедно с Иван Семерджиев (войвода от Горнооряховската чета) в Търново на 28 май 1876 г. Погребани са там заедно с други въстаници.

## Творчество
Приживе издава 3 книги: „Описание на село Горни Турчета“ (1870), пътеписите „Пътуванието на Бача Кира“ (1873), „Второто пътувание на Бача Кира“ (1874).
В ръкопис остават много стихотворения (сред тях и поемата „Пруско-френската война“), историографски и фолклористични изследвания: летописни бележки за въстанието на дядо Никола (1857), Хаджи Ставревата буна (1862), четата на Филип Тотю (1867), четата на Хаджи Димитър и Стефан Караджа (1868), „Софийското приключение“ (1873), сраженията на четата в Дряновския манастир. Събира множество фолклорни материали, част от които изпраща на Петко Славейков в Цариград.
Останали са 34 ръкописни сборника на Бачо Киро и учениците му с общ обем 4470 страници.

## Семейство и род
Бачо Киро има двама братя поп Гавраил и даскал Христо. Също така и общо 5 деца – три дъщери и двама сина. Дъщерите му са Мария (1854 – 1934), Ирина (1859 – 1899?), Димитра. Синовете му са Теодосий (1858 – 1931) и Любен (1873 – 1897).